# Arsenura delormei
Arsenura delormei är en fjärilsart som beskrevs av Eugène Louis Bouvier 1930. Arsenura delormei ingår i släktet Arsenura och familjen påfågelsspinnare. Inga underarter finns listade i Catalogue of Life.